# Llista d'asteroides/138801-138900
| Nom      | Designació provisional | Data de descobriment   | Lloc de descobriment | Descobridor/s  |
| -------- | ---------------------- | ---------------------- | -------------------- | -------------- |
| 138801 - | 2000 TJ26              | 1 d'octubre de 2000    | Socorro              | LINEAR         |
| 138802 - | 2000 TL27              | 3 d'octubre de 2000    | Socorro              | LINEAR         |
| 138803 - | 2000 TT34              | 6 d'octubre de 2000    | Anderson Mesa        | LONEOS         |
| 138804 - | 2000 TG36              | 6 d'octubre de 2000    | Anderson Mesa        | LONEOS         |
| 138805 - | 2000 TE39              | 1 d'octubre de 2000    | Socorro              | LINEAR         |
| 138806 - | 2000 TK39              | 1 d'octubre de 2000    | Socorro              | LINEAR         |
| 138807 - | 2000 TA43              | 1 d'octubre de 2000    | Socorro              | LINEAR         |
| 138808 - | 2000 TD43              | 1 d'octubre de 2000    | Socorro              | LINEAR         |
| 138809 - | 2000 TF43              | 1 d'octubre de 2000    | Socorro              | LINEAR         |
| 138810 - | 2000 TB50              | 1 d'octubre de 2000    | Anderson Mesa        | LONEOS         |
| 138811 - | 2000 TW50              | 1 d'octubre de 2000    | Socorro              | LINEAR         |
| 138812 - | 2000 TY54              | 1 d'octubre de 2000    | Socorro              | LINEAR         |
| 138813 - | 2000 TO56              | 2 d'octubre de 2000    | Anderson Mesa        | LONEOS         |
| 138814 - | 2000 TD58              | 2 d'octubre de 2000    | Socorro              | LINEAR         |
| 138815 - | 2000 TQ64              | 7 d'octubre de 2000    | Kitt Peak            | Spacewatch     |
| 138816 - | 2000 TG65              | 1 d'octubre de 2000    | Socorro              | LINEAR         |
| 138817 - | 2000 UR8               | 24 d'octubre de 2000   | Socorro              | LINEAR         |
| 138818 - | 2000 UK15              | 29 d'octubre de 2000   | Oaxaca               | J. M. Roe      |
| 138819 - | 2000 UL22              | 24 d'octubre de 2000   | Socorro              | LINEAR         |
| 138820 - | 2000 UN22              | 24 d'octubre de 2000   | Socorro              | LINEAR         |
| 138821 - | 2000 UM23              | 24 d'octubre de 2000   | Socorro              | LINEAR         |
| 138822 - | 2000 UR23              | 24 d'octubre de 2000   | Socorro              | LINEAR         |
| 138823 - | 2000 UR24              | 24 d'octubre de 2000   | Socorro              | LINEAR         |
| 138824 - | 2000 UK28              | 25 d'octubre de 2000   | Socorro              | LINEAR         |
| 138825 - | 2000 UR31              | 29 d'octubre de 2000   | Kitt Peak            | Spacewatch     |
| 138826 - | 2000 UY42              | 24 d'octubre de 2000   | Socorro              | LINEAR         |
| 138827 - | 2000 UB44              | 24 d'octubre de 2000   | Socorro              | LINEAR         |
| 138828 - | 2000 UD52              | 24 d'octubre de 2000   | Socorro              | LINEAR         |
| 138829 - | 2000 UL58              | 25 d'octubre de 2000   | Socorro              | LINEAR         |
| 138830 - | 2000 UJ62              | 25 d'octubre de 2000   | Socorro              | LINEAR         |
| 138831 - | 2000 UD68              | 25 d'octubre de 2000   | Socorro              | LINEAR         |
| 138832 - | 2000 UX88              | 31 d'octubre de 2000   | Socorro              | LINEAR         |
| 138833 - | 2000 UE91              | 25 d'octubre de 2000   | Socorro              | LINEAR         |
| 138834 - | 2000 UQ92              | 25 d'octubre de 2000   | Socorro              | LINEAR         |
| 138835 - | 2000 UZ97              | 25 d'octubre de 2000   | Socorro              | LINEAR         |
| 138836 - | 2000 UW100             | 25 d'octubre de 2000   | Socorro              | LINEAR         |
| 138837 - | 2000 UC109             | 31 d'octubre de 2000   | Socorro              | LINEAR         |
| 138838 - | 2000 VL3               | 1 de novembre de 2000  | Desert Beaver        | W. K. Y. Yeung |
| 138839 - | 2000 VA10              | 1 de novembre de 2000  | Socorro              | LINEAR         |
| 138840 - | 2000 VB10              | 1 de novembre de 2000  | Socorro              | LINEAR         |
| 138841 - | 2000 VT15              | 1 de novembre de 2000  | Socorro              | LINEAR         |
| 138842 - | 2000 VN22              | 1 de novembre de 2000  | Socorro              | LINEAR         |
| 138843 - | 2000 VF39              | 2 de novembre de 2000  | Socorro              | LINEAR         |
| 138844 - | 2000 VC41              | 1 de novembre de 2000  | Socorro              | LINEAR         |
| 138845 - | 2000 VV57              | 3 de novembre de 2000  | Socorro              | LINEAR         |
| 138846 - | 2000 VJ61              | 2 de novembre de 2000  | Socorro              | LINEAR         |
| 138847 - | 2000 VE62              | 3 de novembre de 2000  | Socorro              | LINEAR         |
| 138848 - | 2000 WD1               | 16 de novembre de 2000 | Kitt Peak            | Spacewatch     |
| 138849 - | 2000 WL3               | 17 de novembre de 2000 | Socorro              | LINEAR         |
| 138850 - | 2000 WR6               | 19 de novembre de 2000 | Socorro              | LINEAR         |
| 138851 - | 2000 WW7               | 20 de novembre de 2000 | Socorro              | LINEAR         |
| 138852 - | 2000 WN10              | 20 de novembre de 2000 | Socorro              | LINEAR         |
| 138853 - | 2000 WN13              | 21 de novembre de 2000 | Socorro              | LINEAR         |
| 138854 - | 2000 WK17              | 21 de novembre de 2000 | Socorro              | LINEAR         |
| 138855 - | 2000 WU28              | 21 de novembre de 2000 | Socorro              | LINEAR         |
| 138856 - | 2000 WT34              | 20 de novembre de 2000 | Socorro              | LINEAR         |
| 138857 - | 2000 WC47              | 21 de novembre de 2000 | Socorro              | LINEAR         |
| 138858 - | 2000 WE62              | 26 de novembre de 2000 | Socorro              | LINEAR         |
| 138859 - | 2000 WN63              | 27 de novembre de 2000 | Kitt Peak            | Spacewatch     |
| 138860 - | 2000 WO77              | 20 de novembre de 2000 | Socorro              | LINEAR         |
| 138861 - | 2000 WO87              | 20 de novembre de 2000 | Socorro              | LINEAR         |
| 138862 - | 2000 WP113             | 20 de novembre de 2000 | Socorro              | LINEAR         |
| 138863 - | 2000 WO119             | 20 de novembre de 2000 | Socorro              | LINEAR         |
| 138864 - | 2000 WM143             | 20 de novembre de 2000 | Socorro              | LINEAR         |
| 138865 - | 2000 WP159             | 20 de novembre de 2000 | Anderson Mesa        | LONEOS         |
| 138866 - | 2000 WO163             | 21 de novembre de 2000 | Socorro              | LINEAR         |
| 138867 - | 2000 XD5               | 1 de desembre de 2000  | Socorro              | LINEAR         |
| 138868 - | 2000 XR15              | 5 de desembre de 2000  | Socorro              | LINEAR         |
| 138869 - | 2000 XL16              | 1 de desembre de 2000  | Socorro              | LINEAR         |
| 138870 - | 2000 XP16              | 1 de desembre de 2000  | Socorro              | LINEAR         |
| 138871 - | 2000 XG17              | 1 de desembre de 2000  | Socorro              | LINEAR         |
| 138872 - | 2000 XU31              | 4 de desembre de 2000  | Socorro              | LINEAR         |
| 138873 - | 2000 XV34              | 4 de desembre de 2000  | Socorro              | LINEAR         |
| 138874 - | 2000 XN35              | 4 de desembre de 2000  | Socorro              | LINEAR         |
| 138875 - | 2000 XF37              | 5 de desembre de 2000  | Socorro              | LINEAR         |
| 138876 - | 2000 XA45              | 5 de desembre de 2000  | Socorro              | LINEAR         |
| 138877 - | 2000 XG47              | 15 de desembre de 2000 | Socorro              | LINEAR         |
| 138878 - | 2000 YE1               | 18 de desembre de 2000 | Kitt Peak            | Spacewatch     |
| 138879 - | 2000 YQ2               | 19 de desembre de 2000 | Socorro              | LINEAR         |
| 138880 - | 2000 YK6               | 20 de desembre de 2000 | Socorro              | LINEAR         |
| 138881 - | 2000 YD9               | 21 de desembre de 2000 | Kitt Peak            | Spacewatch     |
| 138882 - | 2000 YZ9               | 20 de desembre de 2000 | Socorro              | LINEAR         |
| 138883 - | 2000 YL29              | 26 de desembre de 2000 | Haleakala            | NEAT           |
| 138884 - | 2000 YQ37              | 30 de desembre de 2000 | Socorro              | LINEAR         |
| 138885 - | 2000 YR41              | 30 de desembre de 2000 | Socorro              | LINEAR         |
| 138886 - | 2000 YJ46              | 30 de desembre de 2000 | Socorro              | LINEAR         |
| 138887 - | 2000 YE50              | 30 de desembre de 2000 | Socorro              | LINEAR         |
| 138888 - | 2000 YQ52              | 30 de desembre de 2000 | Socorro              | LINEAR         |
| 138889 - | 2000 YY55              | 30 de desembre de 2000 | Socorro              | LINEAR         |
| 138890 - | 2000 YD61              | 30 de desembre de 2000 | Socorro              | LINEAR         |
| 138891 - | 2000 YY61              | 30 de desembre de 2000 | Socorro              | LINEAR         |
| 138892 - | 2000 YM64              | 30 de desembre de 2000 | Socorro              | LINEAR         |
| 138893 - | 2000 YH66              | 30 de desembre de 2000 | Socorro              | LINEAR         |
| 138894 - | 2000 YW67              | 28 de desembre de 2000 | Socorro              | LINEAR         |
| 138895 - | 2000 YL74              | 30 de desembre de 2000 | Socorro              | LINEAR         |
| 138896 - | 2000 YN74              | 30 de desembre de 2000 | Socorro              | LINEAR         |
| 138897 - | 2000 YV77              | 30 de desembre de 2000 | Socorro              | LINEAR         |
| 138898 - | 2000 YU87              | 30 de desembre de 2000 | Socorro              | LINEAR         |
| 138899 - | 2000 YD95              | 30 de desembre de 2000 | Socorro              | LINEAR         |
| 138900 - | 2000 YW97              | 30 de desembre de 2000 | Socorro              | LINEAR         |